# Morrilton
Morrilton város az USA Arkansas államában, Conway megyében, melynek megyeszékhelye is. Lakosainak száma 6992 fő (2020. április 1.).

## Népesség
A település népességének változása:
| Lakosok száma | 770  | 6767 | 6992 |
|               | 1880 | 2010 | 2020 |